# Morun
Morunul (Huso huso) este un pește marin bentonic, anadrom, din familia acipenseridelor (Acipenseridae), care trăiește în Marea Neagră, Marea Adriatică și Marea Caspică și migrează în fluviile tributare pentru reproducere. Este cel mai mare dintre sturionii întâlniți în apele României, putând trece de 5 m lungime iar ca greutate ajunge la 1000 kg (s-au citat și moruni de 9 m lungime). Coloritul corpului cenușie-închisă pe spate și alb pe abdomen. Are corpul masiv, alungit și gros, capul relativ mic și botul scurt, aproximativ conic, cu gura inferioară semilunară. Buza de sus întreagă, cea de jos întreruptă la mijloc pe un spațiu mare. Cele 4 mustăți de pe partea ventrală a botului sunt turtite lateral. Este lipsit de  solzi, iar corpul este acoperit cu cinci rânduri de plăci (scuturi) osoase mici longitudinale. Trăiește până la 100 de ani. Depune icrele la adâncimi de 8-20 m în fluvii, pe fund argilos și pietriș, în curentul apei în aprilie-iunie. Este un pește carnivor, se hrănește cu crustacee, larve de insecte, larve de pești și pești mici: scrumbii, hamsii, guvizi etc. Are valoare economică foarte mare și este pescuit pentru carnea gustoasă și icrele negre. Morunul este clasificată după IUCN ca o specie pe cale de dispariție (CR).
În apele românești, după Salnikov și Malyatskii, morunul este reprezentat printr-o subspecie și natio aparte: Huso huso ponticus, natio occidentalis (Salnikov și Malyatskii, 1934).

## Denumiri populare românești
Morun, belugă.
Originea cuvântului Huso nu e lămurită; unii derivă acest nume de la cuvântul turcesc usun = lung, alții de la cel unguresc husos = cărnos sau din latină huso = porc.

## Descriere
Morunul este cel mai mare dintre sturionii noștri și cel mai mare pește din apele dulci ale Europei și României, putând atinge o lungime de 5-7 m și chiar mai mult (s-au citat și moruni de 9 m lungime)  și o greutate de 1500-2000 kg. Morunii din Marea Neagră au o lungimea obișnuită de 1-3 m și o greutate obișnuită de 100-150 kg, dar au fost pescuite și exemplare mult mai mari de 500-900 kg. Cel mai mare exemplar raportat din Dunăre, pescuit în 1890 la Sfântul Gheorghe, cântărea 888 kg, dintre care 600 kg carne, 127 kg icre, 143 kg cântărea capul, iar 18 kg intestinele și vezica înotătoare. La 75 de ani, morunul măsoară 4,2 m și cântărește peste 1.000 kg. Un morun, pescuit în Marea de Azov și cântărind 640 kg, avea 58 de ani.
Are corpul alungit fusiform, masiv și gros. Capul relativ mic. Botul (rostrul) la exemplarele tinere este triunghiular, ascuțit la vârf. La exemplarele bătrâne, botul este moale, scurt, turtit de sus în jos, curbat ușor în sus, cu vârful ascuțit, aproximativ conic. Gura mare și foarte largă, în formă de semilună transversală, ocupă aproape întreaga suprafață inferioară a capului, deschiderea ei ajunge până la marginile capului, dar spre deosebire de kaluga, nu trece pe partea laterală a capului. Spre deosebire de alte specii de sturioni gura deschisă este îndreptată spre față. Buza superioară este întreagă, continuă, pe când cea inferioară are o întrerupere largă la mijloc. Pe partea ventrală a botului se află 4 mustăți lungi, ovale sau turtite lateral, cu capetele franjurate. Pe parte posterioară a lor au anexe foliacee (asemănătoare cu o frunză). Mustățile depășesc buza superioară și ajung până la gură. Coada este heterocercă. Pedunculul caudal nu este turtit lateral. Ambele membrane branhiale se concresc între ele, în regiunea jugulară, făcând o cută (pliu) liberă deasupra sistemului branhial și sunt neatașate de istm.
Corpul este acoperit cu cinci rânduri de scuturi osoase longitudinale: un rând dorsal, două laterale, două ventrale.  Numărul lor este următor: 11-14 scuturi dorsale, 41-52 scuturi laterale, 9-12 scuturi ventrale. Înotătoarea dorsală lipsită de spini are 62-73 raze moi. Înotătoarea anală are 28-41 raze moi și este lipsită de spini. Spini branhiali 24. La exemplarele tinere pielea corpului este acoperită cu scuturi osoase, proeminente. La exemplarele bătrâne scuturile sunt îngropate în piele și devin din ce în ce mai șterse, astfel că suprafața corpului apare aproape goală.

## Colorația
Spatele este cenușiu, abdomenul alb. Exemplarele prinse în mare au o culoare mult mai închise, uneori chiar negre; iar cele din Dunăre, dimpotrivă, sunt cenușii deschis. Se întâlnește și o varietate complet albă (albinos).

## Distribuția geografică
Morunul trăiește în apele bazinului aralo-ponto-caspic, de unde intră în fluviile tributare ale acestor mări, pentru a-și depune icrele. El este răspândit în Marea Neagră, Marea Azov, Marea Caspică. A fost întâlnit și în Marea Adriatică (regiunea nordică). Este mult mai numeros în Marea Caspică și foarte rar în Marea Adriatică.
Din Marea Neagră morunul intră în Dunăre, Nistru, Nipru, Bug. În mare, se întâlnește de-a-lungul litoralului rusesc, românesc, bulgăresc și turcesc. În trecut, migra pe Dunăre pentru reproducere până în Austria și Germania (până la Regensburg din Bavaria). De asemenea intra în afluenții Dunării: cursul inferior al râului Morava, râul Váh, râul Žitava, râul Drava, râul Sava, râul Tisa și afluenți ei: Zagyva, Criș și Mureș; mai rar urca pe râurile Velika Morava și Olt.  În prezent, morunul urcă pe Dunăre până la Porțile de Fier (Km 863). Porțile de Fier I și II au barat Dunărea și au redus arealul de reproducere al morunului în Dunăre ducând la scăderea dramatică a capturilor de morun în România.
Pe Nistru reproducerea morunului s-a observat în trecut la Soroca și mai sus de Moghilău. În prezent, morunul din Nistru nu se poate ridica mai sus de Centrala Hidroelectrică Dubăsari. Pe Bugul de Sud morunul se urca până la Voznesensk (nordul regiunii Mîkolaiv); în prezent, el nu se poate urca mai sus de centrala hidroelectrică din Nova Kahovka. Pe Nipru morunul se urca mai sus de Kiev, în prezent se urcă până la centrala hidroelectrică DneproGES de la Zaporijjea. În prezent, populația morunului din Marea Neagră este pe cale de dispariție. 
Din Marea Caspică morunul intră pentru reproducere în râurile Volga, Ural, Kura, Terek, Sefidrud. În trecut în Volga ajungea până în cursul ei superior și era întâlnit în: Oka, Sheksna, Kama, Sura și alți afluenți. În prezent arealul morunului în Volga este limitat de barajele hidroelectrice. 
În Marea Azov morunul aproape a dispărut;  în trecut până la construirea de baraje se ridica în râul Kuban până la Ladozhskaya,  în râul Don până în regiunea Voronej.

## Habitat
În mare, morunii trăiesc solitar și se hrănesc în principal în zona pelagica la adâncimi de 50-100 m și pot coborî pe funduri adânci până la o profunzime de 180 m. În această zonă, apa are o salinitate pronunțată (18—24‰). Ca dovadă că morunul trăiește pe aceste funduri din Marea Neagră, este faptul că în stomacul morunilor pescuiți în mare s-au găsit numeroase exemplare de Modiolula phaseolina, o moluscă ce populează aceste adâncimi. În talianele de la Caliacra se pescuiau mai mulți moruni ca la cele de la Agigea sau Constanța, deoarece adâncimile mari sunt mai aproape de țărm la Caliacra decât la Constanța. Distribuția pe verticală este în funcție de prezența hranei.
Iernează pe funduri foarte adânci (130-180 m) ale mării, în gropi cu fund tare și negru situate de obicei după un cot unde curentul lovește în maluri. Aici morunii stau aproape în letargie, hrănindu-se foarte puțin. În timpul iernatului se adună în grupe.
În timpul migrației spre locurile de depunere a icrelor morunul înoată pe fundul apei în cele mai profunde parți ale albiei râurilor. După depunerea icrelor se reîntoarce în mare, înotând foarte iute mai mult la suprafața apei. Unii rămân pentru a ierna chiar în Dunăre în gropi adânci alături de nisetru. 
Puii de morun se îndreaptă către mare în lunile iunie-septembrie, înotând încet pe fundul apei, oprindu-se din când în când să se hrănească.

## Hrana
Hrana variază în funcție de sezon. Morunul este un peste prădător, foarte hrăpăreț și cel mai carnivor dintre toți sturionii. Peștii alcătuiesc peste 80% din hrana lui; apoi, crustacei  (Crangon) 11% și moluște  (Modiolus) 4%.
Hrana principală a juvenililor în Dunăre este  constituită din larve de insecte, în special efemeroptere (Ephemeroptera), crustacee: gamaride (Gammaridae), miside (Mysidae), copepode (Copepoda) și cladocere (Cladocera). 
Morunul începe să se hrănească cu pești, de la o vârstă foarte mică (de la o lungime de 24 cm în Dunărea de Jos). 
În Dunăre preferă scrumbia de Dunăre (Alosa immaculata), crapul (Cyprinus carpio), cleanul  (Leuciscus cephalus), roșioara (Scardinius erythrophthalmus), babușca (Rutilus rutilus), plătica (Abramis brama), cega (Acipenser ruthenus) și avatul (Aspius aspius). Stomacurile morunilor prinși în Dunăre conțin cantități mari de pești (crap, avat, băbușcă, plătică și cegă), crustacee și moluște; s-au găsit și păsări de apă; la un morun s-a găsit în stomac chiar o copită de cal mort, ce fusese aruncat în Dunăre. 
În Marea Neagra, între mai și septembrie morunul se adună în apropierea coastei înainte de a intra râuri se hrănește cu pești marini, în principal cu scrumbie albastră (Scomber scombrus), stavrid (Trachurus mediterraneus ponticus), hamsie (Engraulis encrasicolus) și șprot (Sprattus sprattus). Exemplarele pescuite în mare, la talian lângă țărm, aveau în stomac guvizi (Gobiidae), hamsii, crevete, crabi; la cei prinși în larg, conținutul stomacal era reprezentat prin barbun (Mullus barbatus ponticus).
Toamna și iarna morunii coboară în zone adânci ale mării Negre și se hrănesc în principal cu barbun (Mullus barbatus ponticus), bacaliar (Merlangius merlangus euxinus), cambula (Platichthys flesus flesus), calcan (Scophthalmus maeoticus), hamsia (Engraulis encrasicolus) și guvizi (Gobius).

## Longevitate
Ca longevitate, morunul deține primul loc între sturioni. Exemplarele adulte au 30-60 de ani, dar indivizii bătrâni pot, însă, trece și peste 100 de ani.